# Équipe de Singapour de rugby à XV
L'équipe de Singapour de rugby à XV rassemble les meilleurs joueurs de rugby à XV de Singapour. Elle ne s'est pas encore qualifiée pour disputer une Coupe du monde mais elle a participé aux tournois qualificatifs.

## Histoire
Dans les années 1990, le XV de Singapour est surnommé les Anchor Reds,.
Singapour tente pour la première fois de se qualifier pour la Coupe du monde de rugby à XV 1995 en Afrique du Sud en participant au tournoi asiatique qualificatif. Singapour est éliminé au premier tour dans le groupe B, perdant ses trois rencontres.
Singapour participe également au tournoi asiatique qualificatif à la Coupe du monde de rugby à XV 1999 au Pays de Galles. Sa sélection termine battue par les équipes du Sri Lanka et de Thaïlande, et ne participe pas au deuxième tour.
Pour la Coupe du monde de rugby à XV 2003 en Australie, Singapour termine deuxième du premier tour de la poule A et arrête là son parcours.
En 2005 Singapour prend part au tournoi de l'Asie qualificatif pour la Coupe du monde de rugby à XV 2007 en France. Son meilleur résultat est une victoire, mais avec une défaite, il est éliminé.
L'équipe de Singapour est à la 54e place mondiale au classement World Rugby du 22 aout 2022.

## Palmarès
- Coupe du monde
  - 1987 : pas invité
  - 1991 : pas concouru
  - 1995 : pas qualifié
  - 1999 : pas qualifié
  - 2003 : pas qualifié
  - 2007 : pas qualifié
  - 2011 : pas qualifié
  - 2015 : pas qualifié
  - 2019 : pas qualifié
  - 2023 : pas qualifié